# Judith Tielen

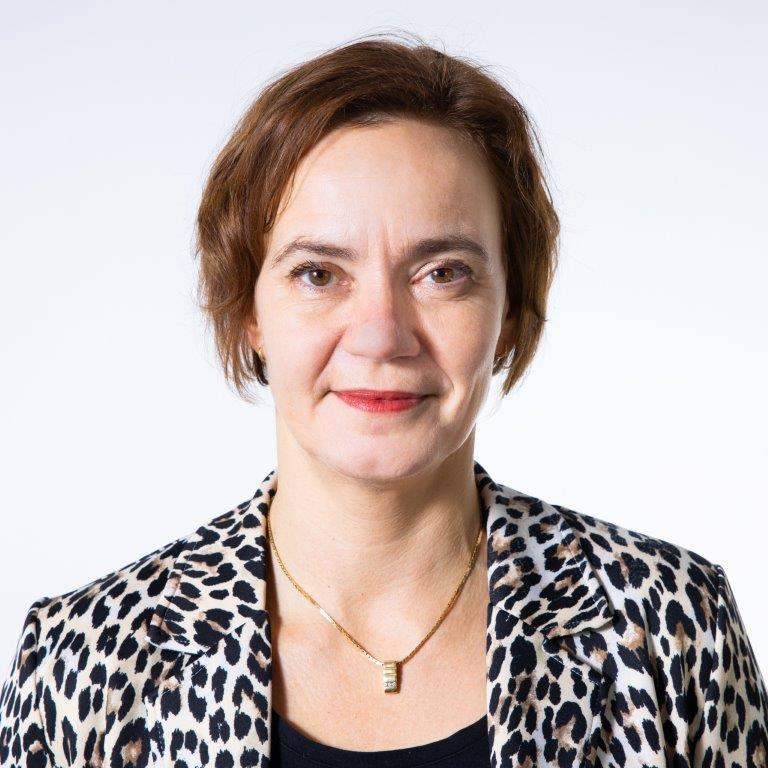
Judith Tielen

Judith Zsuzsanna Cornélie Maria Tielen (nascida a 2 de abril de 1972, em Arnhem ) é uma política holandesa que serve na Câmara dos Representantes da Holanda pelo Partido Popular pela Liberdade e Democracia (Volkspartij voor Vrijheid en Democratie) desde 31 de outubro de 2017. Entre 2014 e 2017, Tielen serviu na Câmara Municipal de Utrecht .